# Melanagromyza longiseta
Melanagromyza longiseta är en tvåvingeart som beskrevs av Malloch 1913. Melanagromyza longiseta ingår i släktet Melanagromyza och familjen minerarflugor. Inga underarter finns listade i Catalogue of Life.